# 이란에 대한 제재
이란에 대한 제재는 이란의 핵무기 개발에 대한 유엔과 유엔회원국들의 집단적 개별적 대응조치를 말한다. 미국 등 국제사회가 조선민주주의인민공화국보다도 이란을 우려하는 이유는, 이란의 GDP가 9,000억달러(900조원)로, 400억달러(40조원)인 경제강국이기 때문이다.

## 대응조치
국제법을 위반하면, 피해국들은 이에 대한 보복으로 대응조치를 취할 수 있다.
유엔은 유엔헌장 제41조에 따라, 국제법을 위반한 유엔 회원국에 대해 유엔 안보리가 비군사적 제재명령을 유엔 회원국들에게 내릴 수 있다. 회원국들은 반드시 따라야만 한다. 이러한 비군사적 제재명령이 불충분하거나 불충분해 보일 경우, 동시적 또는 사후적으로 군사적 제재권고를 할 수 있다.(동법 제42조) 이것은 명령이 아니라 권고라서, 회원국들이 반드시 따라야만 하는 것은 아니다.

## 유엔의 이란 제재
- 유엔안보리결의 1696 – 2006년 7월 31일 통과. 이란은 우라늄 농축과 핵재처리를 하지 말아라. 제재를 할 것이다.
- 유엔안보리결의 1737 – 2006년 12월 23일 통과. 이란은 우라늄 농축과 핵재처리를 하지 말아라. IAEA에 협조하라. 핵개발 관련 원재료와 기술에 대한 제재를 부과한다. 핵개발 관련 개인과 회사들에 대한 해외 자산을 동결한다.
- 유엔안보리결의 1747 – 2007년 3월 24일 통과. 이란에 대한 무기 수출입 금지명령, 이전의 자산동결명령의 연장
- 유엔안보리결의 1803 – 2008년 3월 3일 통과. 이전의 자산동결명령의 연장, 영해를 지나는 이란 선박과 항공기에 대한 수색명령, 영토를 지나는 핵개발 관련 개인들의 동태를 모니터링할 것, 이란 은행들의 동태를 모니터링할 것.
- 유엔안보리결의 1835 – 2008년 통과.
- 유엔안보리결의 1929 – 2010년 6월 9일 통과. 광범위한 제재의 추가
- 유엔안보리결의 1984 – 2011년 6월 9일 통과. 1년 제재 연장
- 유엔안보리결의 2049 – 2012년 6월 7일 통과. 13개월 제재 연장

## 각국의 이란 제재

### 미국
미국 하원과 미국 상원은 행정부가 이란과 거래하는 모든 나라를 경제보복으로 처벌할 것을 명령하는 내용의 포괄적 이란 제재법을 통과시켰다. 행정부가 일정한 조건을 만족하면 예외 국가로 봐 줄 수 있게 했다.
이란산 원유 수입에 가장 많이 의존하고 있는 나라들은 중화인민공화국, 인도, 일본, 대한민국이며 이 4개국이 이란산 원유 수입을 현격히 줄인 뒤 오바마 행정부는 미국의 이란 제재에 대한 협조를 면제해 주었다. 그러나 유럽연합은 면제해주지 않았다.

### 유럽연합
유럽연합 의회도 미국과 같은 내용의 법률을 통과시켰다.
2012년 7월 1일, 유럽연합은 역내의 모든 이란에 대한 운송보험을 중단시켰다. 이란은 유조선으로 원유를 수출하여 주된 외화획득을 하는데, 모든 유조선은 운송보험을 들어야만 국제 운항을 할 수 있다. 그런데, 유조선 운송보험은 유럽연합이 독점하고 있다. 따라서, 유럽연합의 운송보험 중단명령으로, 이란의 모든 원유수출이 중단되었다. 이란 원유의 10%를 수입하는 한국에 비상이 걸렸다. 한국 최대의 정유업체 SK에너지가 수입하고 있었다.
이란 정부는 초대형 유조선 12척을 중국 조선소에 발주했다. 배수량 318,000톤이다. 2012년 9월 28일 첫 번째 인도를 하였다. 유럽연합의 7월 1일 운송보험 중단으로, 전 세계의 모든 유조선이 운항할 수 없게 되자, 이란은 자국 NITC의 유조선으로 자국 정부의 정부보증보험으로 직접 수입국까지 운송을 해 주겠다고 하였다. 유럽연합의 운송보험 중단에는 예외가 없으나, 미국은 이란의 주요 석유 수입국 4개국에 대해 예외를 인정해 주어서, 이란이 직접 원유를 운송해 주면 수출입이 가능하다.

### 대한민국
한국은 이란의 주요 원유 수입국으로서, 이란 원유의 10%를 수입중이다. 따라서, 미국의 제재에 참여하지 않으면 미국이 보복을 하겠다고 하므로, 동참은 하지만, 막대한 원유수입을 중단할 수도 없는 상태이다. 2012년 현재 SK이노베이션이 하루 13만배럴, 현대오일뱅크가 7만배럴의 이란산 원유를 수입한다. 이란산 원유는 다른 지역의 원유보다 배럴당 평균 2~3달러가량 낮은 가격에 수입된다.
또한 중소기업들의 이란 수출도 매우 많다. 이란은 드라마 대장금이 시청률 90%를 기록하는 등 한국에 대해 친숙하고, 한국도 강남역에 테헤란로라는 이름을 짓는 등 이란에 친하다.
미국의 제재요구에 동참하여, 이란과의 달러화 은행거래가 모두 중단되었으나, 기업은행 및 우리은행의 원화 거래는 유일하게 예외로 허용했다. 따라서, 이란에 수출하는 중소기업들은 대금을 기업은행 또는 우리은행의 이란 원화 계좌에서 송금받고, 이란이 한국에 수출하는 원유대금은 이란 정부에 송금하지 못하므로, 한국의 기업은행 또는 우리은행 이란 원화 계좌에 입금해 주고 있다.
한국은 기존의 원유 운송이 중단되자, 이란 국영 NITC가 직접 원유를 한국까지 운송해 주겠다는 이란측의 제안을 받아들였다.

### 러시아
러시아는 이란과 접경국이다. 그런데, 최근 이란에 러시아 원전을 건설해 주어 2011년 부셰르 원자력 발전소의 원전 1호기가 준공되었다. 36년 만에 준공된 이란 최초의 원전이다. 따라서 러시아는 이란의 핵개발에 직간접적으로 참여중이다. 미국은 부셰르 원전을 핵무기 개발 프로그램의 하나라고 주장하나, 이란은 절대 아니고 상업용 원자력 개발이라고 주장하고 있다. KEDO가 북한에 1000메가와트 OPR-1000 원전 2개를 건설해 주려고 했었는데, 부셰르 원전도 1000메가와트 원전 2기로 되어 있다. 2호기는 아직 건설중이다. 러시아는 부셰르 원전이 IAEA 사찰도 받으며, 도시에 전기 공급이라는 평화적 목적이고, 유엔 안보리 결의에서도 빠졌다면서, 제재 대상이 아니라고 주장한다.

### 중국
중국은 이란의 최대 원유수입국이다. 2002년 미국이 이란을 "악의 축"으로 지목해서 맹렬한 공격중이고, 안보리 결의에 중국이 기권이나 반대를 하지는 않지만, 중국은 미국과는 다소 다른 태도를 보이고 있다.
NITC는 이란의 최대 고객인 중국과 인도에 원유를 수출하기 위해 유조선을 제 3국에 판매한 뒤 임대하는 방안을 추진하고 있다.이렇게 되면 유조선을 실질 소유하되 미국의 제재를 피할 수 있다.

## 같이 보기
- 북한에 대한 제재